# Новоолексіївська сільська рада (Волноваський район)
| Новоолексіївська сільська рада — колишній орган місцевого самоврядування у Волноваському районі Донецької області з адміністративним центром у с. Новоолексіївка. Сільській раді підпорядковані населені пункти: - с. Новоолексіївка - с. Лідине |

## Склад ради
Рада складається з 12 депутатів та голови.

## Керівний склад сільської ради
| ПІБ                   | Основні відомості                                                         | Дата обрання | Дата звільнення |
| --------------------- | ------------------------------------------------------------------------- | ------------ | --------------- |
| Будко Наталя Іванівна | Сільський голова, 1956 року народження, освіта, член Партії регіонів      | 26.03.2006   | 31.10.2010      |
| Будко Наталя Іванівна | Сільський голова, 1956 року народження, освіта вища, член Партії регіонів | 31.10.2010   |                 |

Примітка: таблиця складена за даними джерела